# Ecosistemas de transición
Los ecosistemas de transición son ambientes que pasan por una serie de cambios en el clima también se podría decir que son los ambientes que separan un ambiente acuático de uno terrestre. Existen dos tipos de ecosistemas:
- Naturales: son los que se efectúan por acción de la naturaleza, como la creación del desierto del Sáhara, que hace mucho tiempo era una selva, y el bosque de niebla, transición de la selva y el bosque.

- Inducidos: son los que se producen por la acción humana,como el proceso de desertización y la tala de las selvas para la agricultura.

Los seres vivos que habitan los ecosistemas de transición se pueden adaptar a los cambios del mismo. Es decir, con o sin agua pueden sobrevivir.
Un ejemplo de un ser vivo que habita en un ecosistema de transición son los mejillones. Cuando no hay agua en la costa, ellos se aferran a las rocas, y cuando hay agua, ellos sobreviven muy bien en la orilla, debajo del agua. Y su ejemplo de un lugar es mar. Los ambientes de transición son siempre de agua dulce.
- Datos: Q5817346